# Comment ça va?
Comment ça va è un film del 1975 scritto e diretto da Anne-Marie Miéville e Jean-Luc Godard, il terzo realizzato dalla coppia nello stesso anno, dal quale data il loro trasferimento da Parigi a Grenoble.
Originato da una discussione avuta da Godard con i giornalisti del quotidiano Libération, il film sviluppa il discorso estetico sulle immagini fotografiche che il regista franco-svizzero aveva iniziato con Letter to Jane - An Investigation About a Still

## Trama
Un giovane operaio si trova in auto con la sua ragazza, Odette, segretaria in una tipografia che lavora per il Partito Comunista Francese. Il padre del ragazzo, sindacalista e iscritto al partito, ha bisogno della collaborazione di Odette perché sta preparando un video sulla tipografia come fabbrica di comunicazione.
Mentre visionano le immagini, discutono animatamente sulle scelte e si chiedono “come va (comment ça va) in Francia l'informazione”. L'uomo le detta un testo di commento a una foto scattata in Portogallo durante gli scioperi seguiti alla caduta della dittatura, destinata alla propaganda politica. Odette gli propone un'altra immagine di sciopero, risalente a qualche anno prima, nella quale si vede un operaio esasperato che afferra per il collo un poliziotto. Alla fine convince il sindacalista a mettere da parte la foto portoghese, troppo piena di simboli e iconograficamente legata a altre immagini di mani alzate, da partire da Adolf Hitler e fino a Mick Jagger.
A sequenze alternate, si vedono Odette e il suo ragazzo in casa, mentre leggono i giornali a colazione o davanti a una partita di calcio in televisione.
Convinto da Odette, il sindacalista fa proprie le critiche al sistema dell'informazione nel quale anche il partito comunista è invischiato, ma quando presenta la sua proposta al comitato centrale questa viene respinta.
Il figlio, dopo aver ricevuto dal padre una lettera che parla d'amore, ma anche dei problemi dell'informazione, va a lavorare in fabbrica. Il sindacalista non rivedrà più Odette.

## Critica
L'idea del film nasce a Parigi, nella sede del quotidiano Libération, quando a metà settembre 1975 Godard discute con una decina di redattori di una foto pubblicata dalla stampa: si tratta dell'istantanea in bianco e nero contenuta in un réportage sulla rivoluzione dei garofani che nell'aprile precedente aveva rovesciato il fascismo in Portogallo. Un cittadino e un militare sollevano entrambi il pugno chiuso, in piedi uno di fronte all'altro durante gli scioperi di luglio. Godard confronta questa foto con un'immagine scattata durante uno sciopero in fabbrica a Saint-Brieuc nel 1972. Più tardi, nel mese di ottobre, torna a Libération e anche nella redazione di Le Parisien per girare alcune scene.
Il punto di partenza è la constatazione che la televisione ha vinto la guerra contro il cinema, e che di conseguenza tutto va più velocemente: “Andiamo più lentamente, bisogna scomporre,” dice la voce di Miéville, e poi ancora: “Partire da un'immagine, da una sola, come da un atomo, per vedere come si muove e come sia tutto questo.”